# منظومة سينا الجراحية
منظومة سينا الجراحية: أو روبوت سينا للعمليات الجراحية، هو نظام جراحي آلي إيراني محلي الصنع، تنتجه (شركة سينا روباتيك الإيرانية)، لإجراء الجراحات التنظيرية، والذي يتزود بنظام متطور للغاية بقابلية التحكم عن بعد. ان هذا الروبوت يضاهي الروبوت الجراح (دافينتشي) المعروف عالمياً، وذلك لأنه يتزود بالنظام المتطور للغاية للجراحة عن بعد، حيث يتحكم فيه الجراح عن بعد. يَستَخدِم هذا النظام لاستئصال البروستاتا، وإصلاح صمام القلب، وللعمليات الجراحية الخاصة بأمراض الكلى والجهاز التناسلي. وهذا الروبوت مزود بذراعين آليين، ويتحكم الجراح فيهما من خلال وضعهما خلف وحدة التحكم الجراحية عن بُعد، بينما يتم عرض صور العملية على الشاشة للجراح. وبإنتاج منظومة سينا الجراحية استطاعت جمهورية إيران أن تمتلك القدرة على تصنيع روبوت جراح، وبات الآن بإمكان الباحثين الإيرانيين صنع مثل هذه المنظومات الروبوتية الجراحية، بعد أن كانت الولايات المتحدة الأمريكية تحتكر مثل هذه الصناعات.

## مواصفات منظومة سينا الروبوتية
إن إنتاج روبوتات تساعد الأطباء في عمليات علاج المرضى، يعتبر واحدة من أكبر التطورات في عالم الطب. فروبوتات تشارك في عملية الجراحة تُعَد طرازاً أكثر تعقيداً من بين هذه الروبوتات. إن صناعة إنتاج روبوتات طبية تتكون من عدة علوم کهندسة البرمجيات والذكاء الاصطناعي والهندسة الطبية والجراحة، والهندسة الميكانيكية والهندسة الكهربائية. يتزود روبوت سينا للعمليات الجراحية بشاشة لعرض عملية الجراحة للجراح، ويتم وضع كاميرات في جسم المريض لنقل الصور عبر الشاشة الى الطبيب. أن هذا الروبوت المتطور يقلل نسبة الأضرار الموجهة الى الأنسجة السليمة وبالتالي ينخفض نزيف الدم. كما وأن هذا الروبوت مزود بذراعين آليين، ويتحكم الجراح فيهما من خلال وضعهما خلف وحدة التحكم الجراحية عن بُعد، بينما يتم عرض صور العملية على الشاشة للجراح. وتحدث المدير العام للشركة المعرفية التي أنتجت الروبوت الإيراني علي رضا ميرباقري في حديث لوكالة أنباء فارس عن خصوصيات هذا الروبوت قال: إنه يقوم بالعمليات الجراحية المعقدة من بعيد، ويتميز بالدقة في هذه العمليات التي تجري في البطن والصدر، ويقوم بتصوير داخل بطن المريض لتسهيل العملية الجراحية. بالإضافة إلى ذلك فإن أحد مزايا نظام روبوت "سينا" أنه مصمم ليكون متكاملاً مع طاولة العمليات حتى تتمكن من تحريك جسم المريض وطاولة العمليات أثناء الجراحة، يستدير من جانب واحد ويفتح الموقع الجراحي حتى تتمكن من متابعة الجراحة، وهذا مهم جداً في الجراحة لدرجة أنه لم يكن ممكناً في روبوتات دافنشي الأميركية.

## إجراء أول عملية جراحية عن بعد في إيران
تم إجراء أول عملية جراحية عن بعد وبنجاح سنة 2021م في العاصمة الإيرانية طهران بواسطة إنسان آلي (روبوت) إيراني بالكامل، وذلك في إثنين من مستشفيات العاصمة. وقد تم إجراء أول جراحة روبوتية عن بعد في إيران بنظام الجراحة عن بعد، في مستشفى الإمام الخميني، ومستشفى سينا بالعاصمة طهران. ووضع الإنسان الآلي الجراح (الروبوت)، في مستشفى الإمام الخميني، وكان الطبيب الجراح المشرف على العملية متواجداً في مستشفى سينا. وأجريت العملية الجراحية التجريبية على حيوان الكلب بواسطة الدكتور الجراح طالب بور، بحضور مساعد رئيس الجمهورية للشؤون العلمية والتقنية سورنا ستاري، ورئيس مركز تطوير المعدات الطبية الحديثة سعيد سركار ومدير مستشفى الإمام الخميني. وتم إجراء هذه العملية الجراحية في مستشفيين، تفصل بينهما مسافة 7 كيلومترات، بواسطة إنسان آلي (روبوت) وعلى شبكة الهاتف المحمول. وحتى الآن، كان هناك انموذج أميركي في العالم كإنسان آلي جراح، والآن لدى الباحثين الإيرانيين القدرة على صنع مثل هذا الروبوت. ويمتلك الروبوت ذراعين آليين، ويتحكم الجراح في الذراعين الآليين عن طريق وضعهما خلف وحدة التحكم الجراحية عن بُعد، ويتم عرض صور العملية على الشاشة للجراح.

## تصدير منظومة سينا الروبوتية
نظراً للترحيب الدولي لهذا الروبوت الإيراني، فقد تم تأسيس البنى التحتية المناسبة لدخوله الى الأسواق العالمية. فقد نجح روبوت سينا للجراحة عن بعد، الذي تصنعه الجمهورية الإسلامية الإيرانية في كسر الإحتكار لهذه الصناعة وأن يتواجد في الأسواق العالمية، كالسوق الأوربية وأسواق روسيا وإندونيسيا وغيرها من الأسواق النامية. فمن الميزات المهمة لـروبوت سينا، هي القدرة على إستخدام هذه التكنولوجيا في البلدان النامية، بمعنى أنه كان لابد من تصميم الروبوت بطريقة تقلل من تكلفة الجهاز نفسه وتكاليف الصيانة وتكاليف المكونات لكل عملية إلى حدٍ كبير، بحيث يمكن إستخدامه في البلدان النامية.
 روسيا
بعد إجراء العمليات الجراحية الناجحة عبر منظومة سينا الروبوتية للعمليات الجراحية داخل جمهورية إيران، بدأ المسؤولين الإيرانيين بالترويج والتسويق لهذه المنظومة الروبوتية الطبية. وكانت روسيا إحدى الدول المستهدفة من قبل جمهورية إيران، حيث تم التوقيع على إتفاقية مع (معهد الدراسات والتنمية المركزية الروسية) في إنتاج الروبوتات والتقنيات الألكترونية (RTC) للإنتاج المشترك.
 سويسرا
أكد المدير العام للشركة المعرفية التي أنتجت الروبوت الإيراني علي رضا ميرباقري، إلى نشاط (شركة سينا) في الأسواق الأوروبية بينها سويسرا وقال: لقد وقعت جمهورية إيران الإسلامية إتفاقية مع جامعة لوزان ( EPFL) وأصبحت كشريك صناعي لهذه الجامعة التي ستشارك في معرض الصناعة الذي يقام في سويسرا في كل عام. وأضاف قائلاً: إن الشركة ستشارك في المعرض من خلال جناحها الخاص، فيما ستستقبل الطلبة الراغبين بالتدريب في هذا المشروع العلمي للحصول على شهادة الدكتوراه وغيرها من الشهادات العليا.
 الصين
أن جمهورية الصين الشعبية فيها سوق كبيرة للغاية، وهو ما تحتاجه جمهورية إيران لتسويق منتجاتها وخدماتها المعرفية. ونظراً لسياسة دولة الصين الغير عادية مع الولايات المتحدة الأمريكية، فإنها تبدي رغبة كبيرة للغاية لإنتاج هذا الروبوت في هذا البلد الذي يريد الحيلولة دون دخول النموذج الأميركي إلى داخل الصين.
 إندونيسيا
ابتاعت دولة إندونيسيا في هذا الروبوت الإيراني الذي يقوم بعمليات جراحية من بعيد، بعدما كانت تستخدم روبوت (داوينجي) الأميركي في مستشفياتها، حيث تبوأ الروبوت الإيراني هذه المكانة بسبب خصوصياته التكنولوجية والتي أثارت إعجاب الجراحين الإندونيسيين. وكان هذا البلد يستخدم الروبوت الأميركي، إلا أن الزيارة التي قام بها الرئيس الإيراني إبراهيم رئيسي إلى إندونيسيا غيرت هذه الرؤية حيث أعلن بعد عودته الى طهران في مؤتمر صحفي التوقيع على عدة مذكرات تفاهم بينها تزويد إندونيسيا بالمعدات الطبية الإيرانية بينها (الروبوت سينا) واستخدامه في ۱۲ مستشفى إندونيسي. وقد تدرب ۱۰۰ جراح إندونيسي على إستخدام الروبوت الإيراني خلال الزيارة التي قام بها وفد إيراني إلى إندونيسيا، اذ أصبح هذا الموضوع من أهم محاور التعامل بين كلٌ من الجمهورية الإسلامية الإيرانية وهذا البلد. يأتي تصدير منظومة سينا الروبوتية للعمليات الجراحية بعد عقد اجتماع افتراضي بين مساعد الرئيس الإيراني للعلوم والتكنولوجيا سورنا ستاري، ووزير الصحة الإندونيسي بودي جونادي سادسكين، تم التوقيع على إتفاقية بين (شركة سينا روباتيك) الإيرانية و(شركة إندوفارما) الإندونيسية. وقد غطت وسائل الإعلام خبر تصدير وتسليم نموذجين من روبوت سينا للجراحة عن بعد إلى مستشفيين رئيسيين في إندونيسيا. كما نشر مساعد الرئيس الايراني للعلوم والتكنولوجيا مقطع فيديو لوجود روبوت سينا للجراحة عن بعد في إندونيسيا.